# Damián Austin
Damián Austin Echemendía (* 30. November 1974 in Las Tunas) ist ein ehemaliger kubanischer Boxer.
Damián Austin wurde 1993 bei den 7. Weltmeisterschaften im finnischen Tampere Weltmeister im Leichtgewicht. Nachdem er im Halbfinale gegen Tibor Rafael kampflos ins Finale einzog, da der Slowake wegen einer Handverletzung nicht antrat, bezwang er im Endkampf den US-Amerikaner Larry Nicholson nach Punkten. Bei den Boxweltmeisterschaften 2001 gewann er zudem Gold im Halbmittelgewicht.

## Erfolge
- Boxweltmeister 1993, 2001
- Juniorenweltmeister 1992
- Sieger des Giraldo-Córdova-Cardín-Turniers 1998, 2000, 2001, 2002
- Sieger des Chemiepokals Halle (Saale) 2002
- Kubanischer Meister 1997, 2001, 2002